# Кубок Уельсу з футболу 2002—2003
Кубок Уельсу з футболу 2002–2003 — 116-й розіграш кубкового футбольного турніру в Уельсі. Титул втретє поспіль здобув клуб Баррі Таун.

## Календар
| Раунд        | Дата                         | Матчі | Клуби   |
| ------------ | ---------------------------- | ----- | ------- |
| Перший раунд | 14-28 вересня 2002           | 37    | 95 → 58 |
| Другий раунд | 11 жовтня - 1 листопада 2002 | 26    | 58 → 32 |
| 1/16 фіналу  | 15-16 листопада 2002         | 16    | 32 → 16 |
| 1/8 фіналу   | 8 лютого 2003                | 8     | 16 → 8  |
| 1/4 фіналу   | 8-15 березня 2003            | 4     | 8 → 4   |
| 1/2 фіналу   | 5 квітня 2003                | 2     | 4 → 2   |
| Фінал        | 11 травня 2003               | 1     | 2 → 1   |

## 1/16 фіналу
| Команда 1          | Рахунок | Команда 2             |
| ------------------ | ------- | --------------------- |
| 15 листопада 2002  |         |                       |
| Кевн Друїдс        | 4:3     | Ейрбас                |
| Порт-Толбот Таун   | 2:1     | Ніт                   |
| 16 листопада 2002  |         |                       |
| Абераман Атлетік   | 0:4     | Баррі Таун            |
| Аберіствіт Таун    | 6:0     | Лекс XI               |
| АФК Ронда          | 0:5     | Понтардаве Таун       |
| Бангор Сіті        | 6:0     | Галкін Юнайтед        |
| Бримбо Бругтон     | 0:1     | Лландидно             |
| Кайрсус            | 1:0     | Тотал Нетворк Солюшнс |
| Коннас-Кі Номадс   | 1:0     | Ньютаун               |
| Кумбран Таун       | 3:1     | Куманнан Юнайтед      |
| Гарв               | 1:3     | Гейверфордвест Каунті |
| Глантрет           | 1:2     | Освестрі Таун         |
| Порт Тівін Субурбс | 1:2     | Тон Пентре            |
| Ріл                | 2:1     | Пенринкоч             |
| Треовен Старс      | 0:4     | Кармартен Таун        |
| УВІК Інтер Кардіфф | 3:0     | Каерау Елай           |

## 1/8 фіналу
| Команда 1          | Рахунок | Команда 2             |
| ------------------ | ------- | --------------------- |
| 8 лютого 2003      |         |                       |
| Тон Пентре         | 2:1     | Кевн Друїдс           |
| Порт-Толбот Таун   | 2:3     | Аберіствіт Таун       |
| Баррі Таун         | 4:1     | Понтардаве Таун       |
| Кайрсус            | 0:3     | Бангор Сіті           |
| Лландидно          | 1:3     | Коннас-Кі Номадс      |
| Освестрі Таун      | 2:1     | Гейверфордвест Каунті |
| Кармартен Таун     | 0:1     | Кумбран Таун          |
| УВІК Інтер Кардіфф | 0:1     | Ріл                   |

## 1/4 фіналу
| Команда 1       | Рахунок      | Команда 2        |
| --------------- | ------------ | ---------------- |
| 8 березня 2003  |              |                  |
| Ріл             | 1:0          | Коннас-Кі Номадс |
| 15 березня 2003 |              |                  |
| Тон Пентре      | 3:0          | Освестрі Таун    |
| Аберіствіт Таун | 2:3          | Баррі Таун       |
| Бангор Сіті     | 0:0 пен. 3:5 | Кумбран Таун     |

## 1/2 фіналу
| Команда 1     | Рахунок | Команда 2    |
| ------------- | ------- | ------------ |
| 5 квітня 2003 |         |              |
| Баррі Таун    | 1:0     | Ріл          |
| Тон Пентре    | 1:2     | Кумбран Таун |

## Фінал
| 11 травня 2003 |

| Баррі Таун | 2:2 дч пен. 4:3 | Кумбран Таун |
| ---------- | --------------- | ------------ |
|            |                 |              |

| «Стебонхіт Парк», Лалнеллі Глядачів: 852 |